# Rotten Apple
Albums de Lloyd Banks
The Hunger for More
(2004) H.F.M. 2 (Hunger for More 2)
(2010)
Singles
1. The Cake
Sortie : 10 juin 2006
2. Hands Up
Sortie : 3 septembre 2006
3. Help
Sortie : 25 novembre 2006

Rotten Apple est le deuxième album studio de Lloyd Banks, sorti le 10 octobre 2006.
Lloyd Banks a vendu 149 452 copies la première semaine aux États-Unis[réf. nécessaire]. D'autre part, les critiques ont été moins élogieuses qu'envers son précédent album, The Hunger for More, malgré certains titres à succès comme Hands Up ou Rotten Apple[réf. nécessaire].

## Liste des titres
| No  | Titre                                                                              | Contient un (des) sample(s) de               | Durée |
| --- | ---------------------------------------------------------------------------------- | -------------------------------------------- | ----- |
| 1.  | Rotten Apple (featuring 50 Cent et Prodigy – Produit par Havoc et Sha Money XL)    | What Good Am I (Without You) de Revelation   | 4:26  |
| 2.  | Survival (Produit par Young RJ Rice)                                               |                                              | 3:47  |
| 3.  | Playboy 2 (Produit par Ron Browz)                                                  |                                              | 3:44  |
| 4.  | The Cake (featuring 50 Cent – Produit par 10 For The Triad)                        | I Believe de Triumvirat                      | 3:07  |
| 5.  | Make a Move (Produit par Midi Mafia)                                               |                                              | 4:46  |
| 6.  | Hands Up (featuring 50 Cent – Produit par Eminem, Chris Styles et Luis Resto)      |                                              | 4:00  |
| 7.  | Help (featuring Keri Hilson – Produit par Ron Browz et Sha Money XL)               | Top Billin' d'Audio Two                      | 3:54  |
| 8.  | Addicted (featuring Musiq Soulchild – Produit par Daniel Jones et Jermaine Mobley) |                                              | 3:00  |
| 9.  | You Know the Deal (featuring Rakim – Produit par Major Music Productions)          |                                              | 4:05  |
| 10. | Get Clapped (featuring Prodigy – Produit par Needlz)                               |                                              | 5:01  |
| 11. | Stranger (Produit par Nick Speed)                                                  |                                              | 3:10  |
| 12. | Change (Produit par Prince et Machavelli)                                          |                                              | 3:35  |
| 13. | NY NY (featuring Tony Yayo – Produit par Eminem et Luis Resto)                     |                                              | 3:29  |
| 14. | One Night Stand (featuring Keon Bryce – Produit par 9th Wonder)                    | As Long as You Are There de Carolyn Franklin | 3:57  |
| 15. | Iceman (featuring Young Buck, 8Ball et Scarface – Produit par Dave Morris)         |                                              | 5:28  |
| 16. | Gilmore's (Produit par Younglord)                                                  |                                              | 2:50  |

| 17. | Life (featuring Marsha Ambrosius et Spider Loc) | 4:21 |

| 18. | Lost & Found | Born on Halloween de Blue Magic | 4:13 |

## Classement
| Classements / pays (2006)} | Meilleure position |
| -------------------------- | ------------------ |
| France                     | 65                 |
| Irlande                    | 27                 |
| Suisse                     | 36                 |
| UK Albums Chart            | 40                 |
| Canadian Albums Chart      | 6                  |
| Billboard 200              | 3                  |
| Top R&B/Hip-Hop Albums     | 1                  |